# Общество Кобленца
Общество Кобленца (англ. Coblentz Society) — некоммерческая научная организация имени Уильяма Вебера Кобленца. Занимается содействием популяризации и применению инфракрасной спектроскопии. Общество финансирует образование и награды, способствующие продвижению понимания молекулярной (инфракрасной) спектроскопии. 

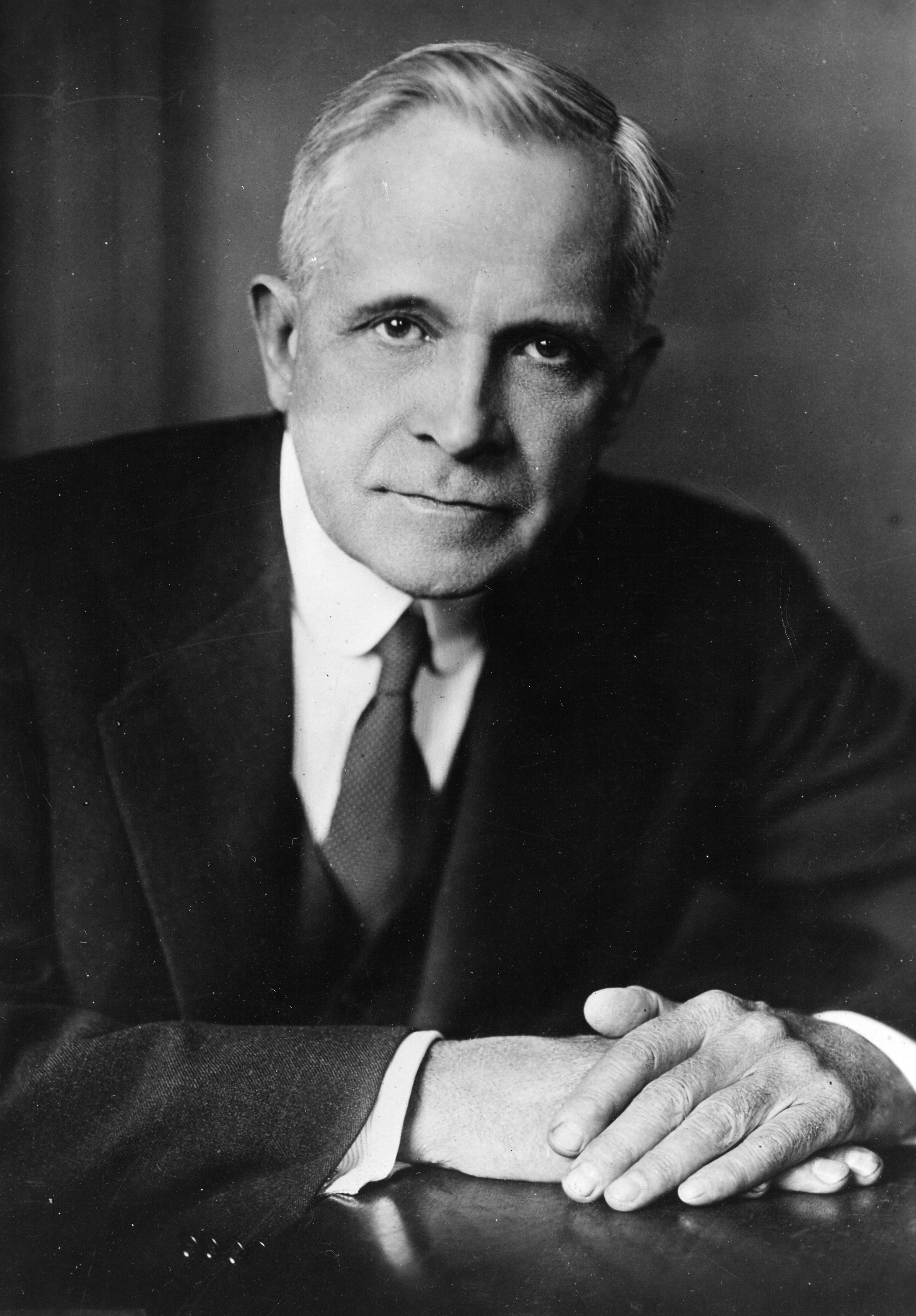
Уильям Вебер Кобленц

## История и концепция
Организация была основана в 1954 году и зарегистрирована в штате Коннектикут, США. Первоначально предполагалось его название — "Общество инфракрасного излучения". Впоследствии Общество Кобленца расширило свой технический охват в области рамановской спектроскопии, поскольку этот метод стал более доступным как для исследователей, так и для прикладных пользователей. Общество является старейшей организацией в Соединенных Штатах, специализирующейся на профессиональной деятельности, связанной с инфракрасной спектроскопией. Общество Кобленца также является техническим филиалом Общества прикладной спектроскопии (Society for Applied Spectroscopy) в области инфракрасного и комбинационного рассеяния света.

## Присуждаемые награды
Награды, спонсируемые Обществом Кобленца, включают:
- Премия Кобленца[7] —  за вклад молодого профессионального спектроскописта в фундаментальное понимание инфракрасной спектроскопии[8].
- Премия Крейвера (Craver Award)[9] — за усилия молодых профессиональных спектроскопистов в области прикладной аналитической спектроскопии[10].
- Премия Уильямса-Райта (Williams–Wright Award)[11] —  за многолетние достижения промышленного спектроскописта.
- Премия Бомема-Майхельсона (Bomem-Michelson Award) — признания достижений в области инфракрасной спектроскопии (временно не присуждается)[12].
- Премия Липпинкотта (Lippincott Award)[13] — за вклад в развитие оптической спектроскопии. Спонсируется совместно Американским оптическим обществом и Обществом прикладной спектроскопии (Society for Applied Spectroscopy)[14].